# Ordem Secreta dos Primadistas
A Ordem Secreta dos Primadistas foi uma espécie de "filial no sul do país" da OSMN,que atuou principalmente no Rio Grande do Sul. Seu surgimento foi creditado como um fenômeno gaúcho, onde sua cadeia de ação se deu principalmente no governo de Leonel Brizola, mais precisamente anos antes ao golpe militar de 1964, com o seu caráter sendo tipificado como uma organização paramilitar de extrema-direita responsável por vários atentados. Foi criada por Valdomiro Ramos Pacheco em Caxias do Sul. Pacheco trabalhava como professor e chegou a integrar o Partido Comunista Brasileiro (PCB). Mas foi expulso por promover discordâncias internas. Na seita, Pacheco era chamado de o "Venerável".
A sociedade secreta ostentava bandeira com listras pretas e vermelha, cinco estrelas e uma águia com duas cabeças bicéfala. O preto simbolizava o luto pela morte dos irmãos primadistas e o vermelho, o sangue derramado pelos irmãos, definiram os integrantes do grupo. A águia primadista tinha uma cabeça agressiva e a outra pacífica. Arquivos policiais da época mostram que os primadistas, pelo menos por duas vezes, teriam recebido ordem de matar ou espancar integrantes infiéis. Não há como precisar a data de fundação do grupo. Em depoimento no dia 12 de janeiro de 1962, José Renir dos Santos afirma que participava do primadismo desde 1956 e que a Ordem Secreta dos Primadistas possuía mais de 3 anos, ou seja, funcionaria desde 1958 ou 1959.